# Pracheachon
Pracheachon hoặc Krom Pracheachon (nghĩa là Hội Liên hiệp Công dân hoặc Hội Liên hiệp Nhân dân) là đảng phái chính trị Campuchia từng tham gia tranh cử trong các cuộc bầu cử Quốc hội vào năm 1955, 1958 và 1972. Phần nhiều sự tồn tại của Đảng là một tổ chức mặt trận pháp lý cho Đảng Cộng sản Campuchia bí mật, về sau gọi là Đảng Nhân dân Cách mạng Khmer. 

## Lịch sử

### Thành lập
Pracheachon ra đời như là một kết quả của Hiệp định Genève năm 1954. Điều này đảm bảo độc lập và sự trung lập của Campuchia, với các cuộc bầu cử Quốc hội sẽ được tổ chức vào năm sau. Nhiều người dân Campuchia chiến đấu cho độc lập (đặc biệt là thành viên của Mặt trận Issarak Thống nhất) có liên kết với Việt Minh đã đồng ý rút các đơn vị của họ ra khỏi Campuchia: một số lớn thành viên cánh tả Khmer, dẫn đầu bởi cựu chiến binh Issarak Sơn Ngọc Minh, khởi hành đến Hà Nội, nơi họ bị kẹt lại trong hai mươi năm tới.
Những người cánh tả vẫn được khuyến khích thành lập một đảng chính trị pháp lý để tham gia tranh cử trong cuộc bầu cử Quốc hội: đó là Krom Pracheachon với cương lĩnh xã hội chủ nghĩa. Đảng Cộng sản (dẫn đầu bởi Tou Samouth và Sieu Heng, và bao gồm các nhân vật nổi bật sau này như Saloth Sar (Pol Pot) và Ieng Sary) tiếp tục là một tổ chức bí mật hoàn toàn.
Pracheachon dưới sự lãnh đạo của Non Suon, Keo Meas và Penn Yuth, tất cả đều là cựu thành viên của Issarak, lấy biểu tượng là cái cày.

### Bầu cử năm 1955
Cuộc bầu cử Campuchia năm 1955 là cuộc bầu cử lần đầu tiên mà Krom Pracheachon tham gia. Do sự quấy rối nghiêm trọng từ những thành viên của các lực lượng trung thành với Đảng Sangkum của Hoàng thân Norodom Sihanouk, Pracheachon chỉ có 35 ứng cử viên, giành được 31.034 phiếu trong tổng số phiếu và không giành được ghế nào.
Theo nhà sử học Ben Kiernan, Sihanouk sau này đã thừa nhận rằng nhiều vùng trong thực tế đã bỏ phiếu cho các ứng cử viên xã hội chủ nghĩa, ngay cả khi kết quả chính thức cho thấy họ nhận được ít hoặc chẳng có phiếu nào.

### Bầu cử năm 1958
Trong giai đoạn trước cuộc bầu cử năm 1958, Sihanouk xem chừng quan ngại sâu sắc với khả năng Campuchia sẽ bị Việt Minh/Bắc Việt thống trị. Trùng với cuộc bầu cử, ông cho xuất bản một loạt các bài báo truy tìm lịch sử chủ nghĩa cộng sản Campuchia: mặc dù các bài viết sâu sắc trong phân tích của họ về chiến thuật cộng sản, họ nhấn mạnh sự liên kết của cánh tả với Việt Nam và trình bày chúng như một mối đe dọa cho đất nước Campuchia. Áp lực lên Pracheachon ngày càng tăng khi xuất hiện các tấm áp phích hiển thị các công trình và xe lửa bị Việt Minh phá hủy và các khẩu hiệu đại loại như "Pracheachon hủy hoại quốc gia và bán rẻ đất nước cho ngoại bang" và "Pracheachon không phải là một phần của Sangkum" xuất hiện trên các bức tường và biểu ngữ.
Trong cuộc bầu cử nội bộ, Pracheachon chỉ có thể đưa ra 5 ứng cử viên: 4 đã rút lui do bị cảnh sát quấy rầy liên tục, còn lại một mình Keo Meas, người chính thức nhận được 396 phiếu. Meas đã buộc phải ngồi ngoài chứng kiến cuộc bầu cử từ một nơi ẩn náu an toàn trên biên giới Việt Nam, vì sợ bị bắt. 

### Bầu cử năm 1962
Krom Pracheachon một lần nữa lại là đối tượng cho các biện pháp đàn áp (bề ngoài là vì lý do "bảo mật") trong thời gian chuẩn bị cho cuộc bầu cử năm 1962, mà các đảng viên hy vọng sẽ tham gia.
Cảnh sát của Sihanouk đã bắt giữ 14 thành viên còn lại của nó, bao gồm cả Tổng thư ký Non Suon; họ bị buộc tội sở hữu tài liệu chứng minh phía Bắc Việt trợ giúp họ lật đổ chế độ Sangkum. Ban đầu nhóm bị tòa án quân sự kết án tử hình, rồi về sau bản án được giảm xuống thành tù chung thân. Pracheachon bị giải thể, và nhiều thành viên cánh tả còn lại đã rời khỏi Phnôm Pênh trốn lên rừng núi hoạt động bí mật, số còn lại (Khieu Samphan, Hou Yuon và Hu Nim) thì gia nhập Sangkum. Vào khoảng thời gian này, nhà lãnh đạo Cộng sản Tou Samouth biến mất, Saloth Sar bị nghi rằng đã che giấu nhà lãnh đạo của Đảng.

### Bầu cử năm 1972
Sau khi Lon Nol trục xuất Sihanouk trong cuộc đảo chính Campuchia năm 1970 và thành lập nước Cộng hòa Khmer, Pracheachon được tái lập và một số ứng cử viên của nó đã chống lại Đảng Cộng hòa Xã hội của Lon Nol trong cuộc bầu cử năm 1972.
Vị trí lãnh đạo Đảng dự kiến ban đầu sẽ là nhân vật cánh tả Hang Thun Hak; thay vì Hak gia nhập Đảng Cộng hòa Xã hội và Penn Yuth nổi lên như là nhà lãnh đạo chính thức. Yuth, giờ là một sĩ quan trong Lực lượng Vũ trang Quốc gia Khmer vào thời gian này có một sự liên kết gần gũi với Lon Nol, phần đông cho rằng Pracheachon được tái tổ chức bởi người em trai Lon Nol là Lon Non rõ ràng đã cung cấp một bằng chứng đối lập với Đảng Cộng hòa Xã hội. Các nhân vật liên quan đến Pracheachon trong giai đoạn này bao gồm Saloth Chhay, một nhà báo cánh tả và là em trai của Pol Pot (Saloth Sar). Tất cả các ghế trong cuộc bầu cử đều là chiến thắng của Đảng Cộng hòa Xã hội mà phần lớn đều do gian lận bầu cử mà ra.